# Heinrich Semler

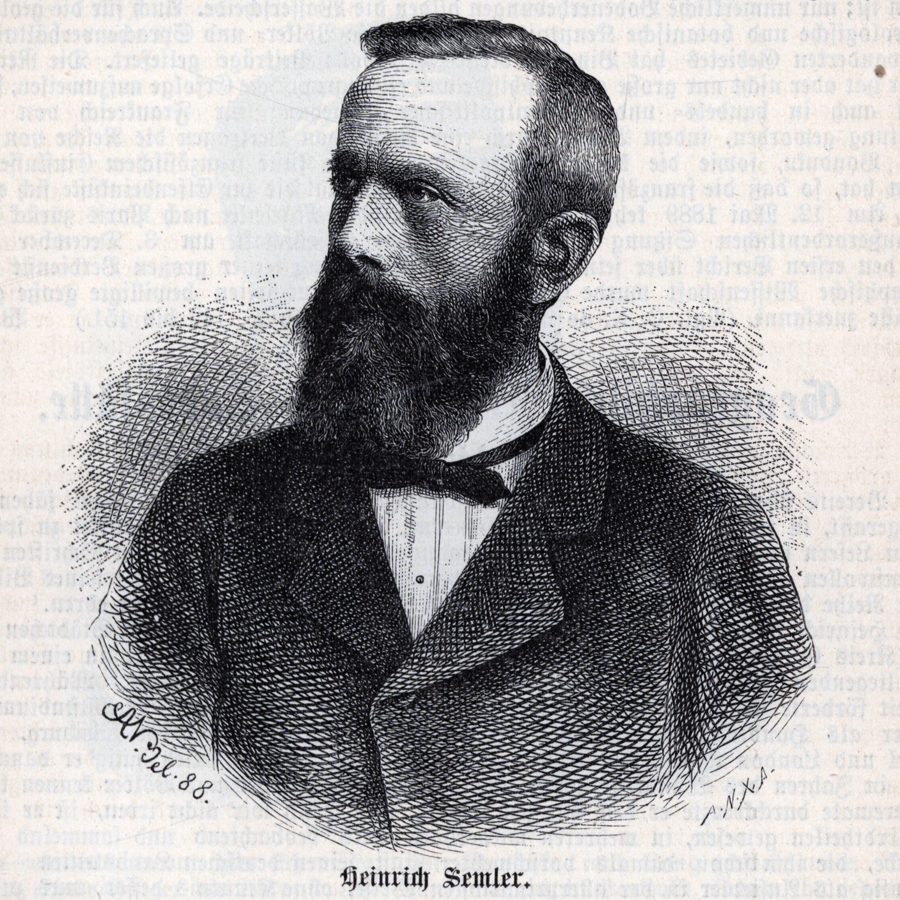
Heinrich Semler (1888)

Heinrich Semler (* 18. Mai 1841 in Grünberg; † 5. Juli 1888 in Sansibar) war ein deutscher Kaufmann und Agronom.
Heinrich Semler wurde im oberhessischen Grünberg geboren. Nach einer kaufmännischen Ausbildung arbeitete er in Hamburg, Genua, Neapel und London und, als Agent eines Unternehmens in London, in verschiedenen überseeischen und tropischen Gebieten. Nach dieser Zeit des beruflichen Reisens kehrte er nach Grünberg zurück und übernahm zunächst den Hof der Eltern. Danach wanderte er in die USA aus, wo er sich in Oregon und Kalifornien ebenfalls als Farmer versuchte, jedoch nicht halten konnte. Er war daraufhin in San Francisco als Fachautor für Agrarthemen tätig, die er in Deutschland verlegen ließ. Ab 1884 schrieb er auch Fachartikel in der Deutschen Kolonialzeitung und unternahm einige Reisen. 1888 nahm er das Angebot der Deutsch-Ostafrikanischen Gesellschaft an, deren Plantagen in der Kolonie zu leiten. Wenige Monate nach seinem Eintreffen vor Ort verstarb Heinrich Semler an den Folgen einer Tropenkrankheit in Sansibar.

## Werke (Auswahl)
Semler publizierte umfangreich zu seinen Erkenntnissen und Forschungen im Bereich des Landbaus. Sein dreibändiges Hauptwerk Die tropische Agrikultur. Ein Handbuch für Pflanzer und Kaufleute wurde erst posthum mit einem vierten Band abgeschlossen.
- Geschichte des Socialismus [Sozialismus] und Communismus [Kommunismus] in Nordamerika. Leipzig. 1880.
- Die wahre Bedeutung und die wirklichen Ursachen der nordamerikanischen Concurrenz in der landwirtschaftlichen Produktion. Hinstorff. Wismar. 1881.
- Die nord-amerikanische Rindviehzucht und Milchwirthschaft. Hinstorff, Wismar 1881.
- Die Hebung der Obst-Verwerthung und des Obst-Baues nach den Erfahrungen durch die nord-amerikanische Concurrenz. Wismar 1883. (2. Auflage 1895, besorgt von H. Timm)
- Das Reisen nach und in Nord-Amerika, den Tropenländern und der Wildniß sowie die Tour um die Welt.  Wismar 1884.
- Tropische und nordamerikanische Waldwirtschaft und Holzkunde. Paul Parey, Berlin 1888.
- Die Tropische Agrikultur. Ein Handbuch für Pflanzer und Kaufleute, Hinstorff'sche Hofbuchhandlung
  - 1. Band, Wismar 1886; XII+690 S.
  - 2. Band, Wismar 1887; X+693 S.
  - 3. Band, Wismar 1888; XII+806 S.
  - 4. Band, Erste Hälfte; Wismar 1892; VIII+392 S.
  - 4. Band, Zweite Hälfte; Wismar 1893; XIV+393 bis 880 S. (mit biographischen Angaben zu Heinrich Semler S. V bis X)
- Die tropische Agrikultur. Ein Handbuch für Pflanzer und Kaufleute. 2. Auflage, Bearb. u. hrsg. von Richard Hindorf. Wismar. Band 1: 1897; Band 2: 1900; Band 3: 1903

Außerdem finden sich journalistische Beiträge von ihm u. a. in „Westermann's Monatshefte“.